# Durnești
Durnești là một xã thuộc hạt Botoșani, România. Dân số thời điểm năm 2002 là 4169 người.